# Ruta de Illinois 170
La Ruta de Illinois 170, y abreviada IL 170 (en inglés: Illinois Route 170) es una carretera estatal estadounidense ubicada en el estado de Illinois. La carretera inicia en el oeste desde la IL 23     en Livingston hacia el este en la US 6     en Seneca. La carretera tiene una longitud de 40,2 km (25.00 mi).

## Mantenimiento
Al igual que las autopistas interestatales, y las rutas federales y el resto de carreteras estatales, la Ruta de Illinois 170 es administrada y mantenida por el Departamento de Transporte de Illinois por sus siglas en inglés IDOT.